# Laroque (Hérault)
Laroque – miejscowość i gmina we Francji, w regionie Oksytania, w departamencie Hérault.
Według danych na rok 1990 gminę zamieszkiwało 1028 osób, a gęstość zaludnienia wynosiła 155 osób/km² (wśród 1545 gmin Langwedocji-Roussillon Laroque plasuje się na 330. miejscu pod względem liczby ludności, natomiast pod względem powierzchni na miejscu 928.).